# Callocasta
Callocasta là một chi bướm đêm thuộc họ Geometridae.

## Các loài
- Callocasta similis (Moore, 1888)